# اسطبل (جزين)
اسطبل إحدى القرى اللبنانية من قرى قضاء جزين في محافظة الجنوب.